# Трофи-рейд

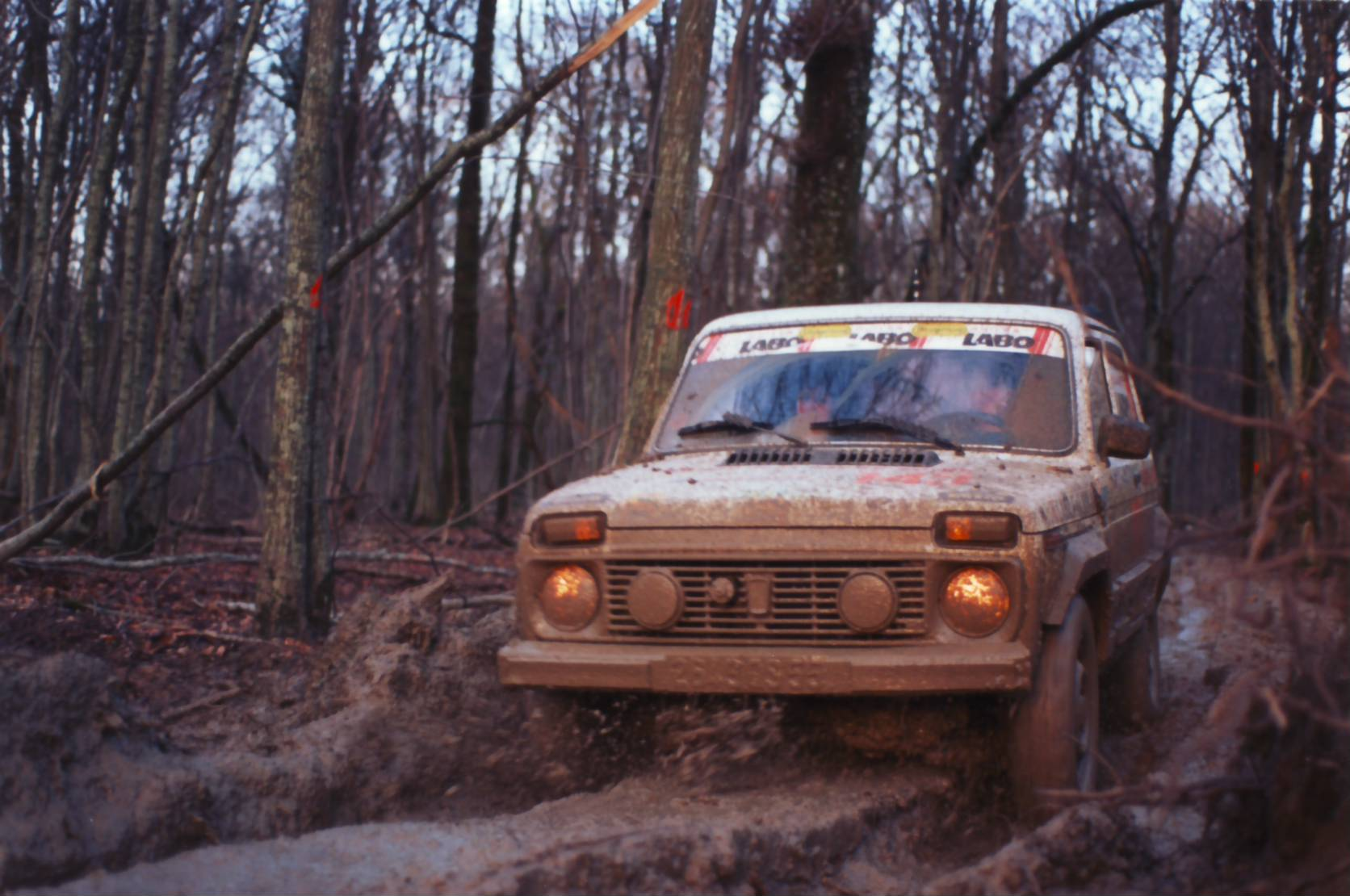
«Нива» на внедорожных соревнованиях.

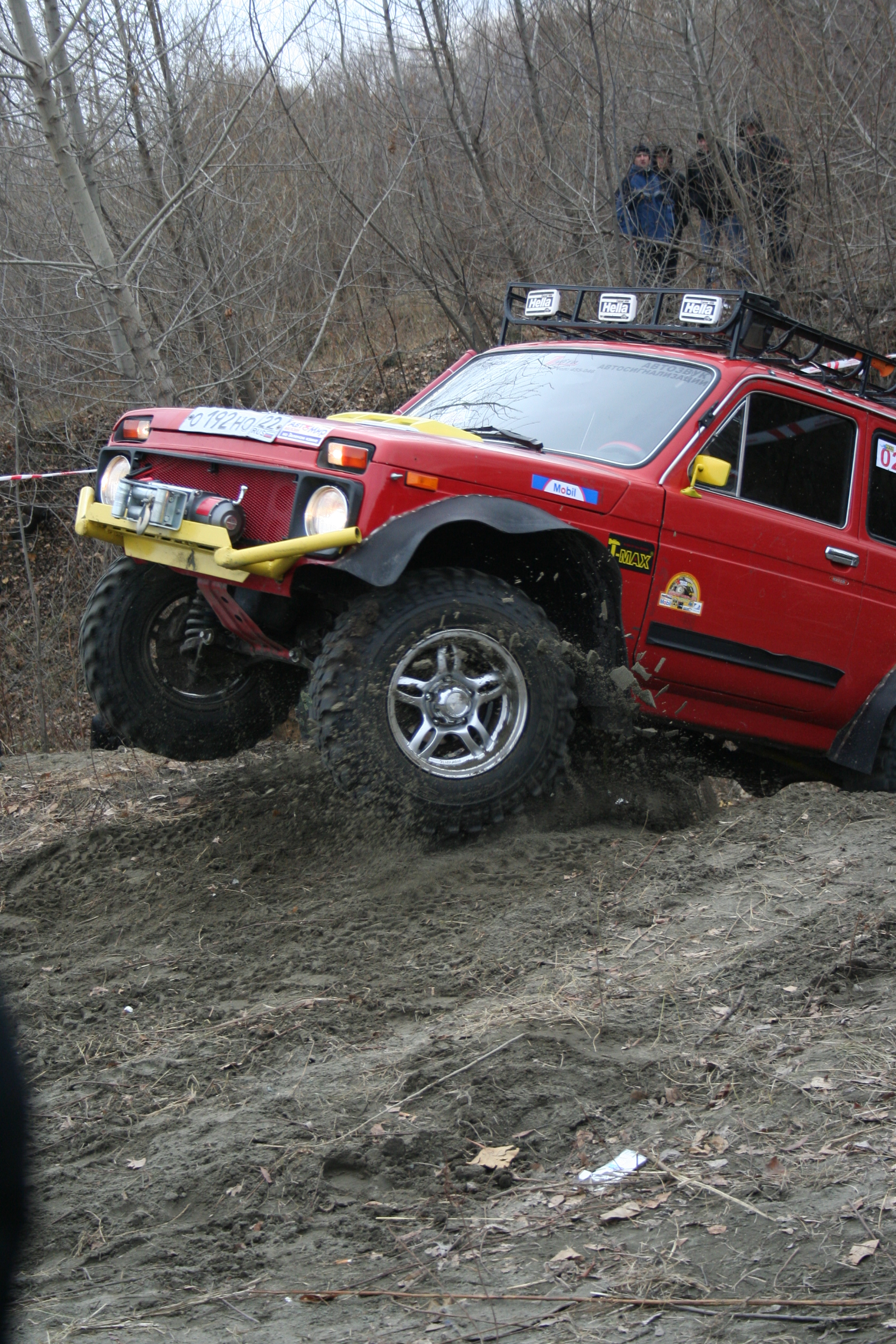
«Нива» на внедорожных соревнованиях.

Трофи-рейд — соревнование по преодолению бездорожья, обычно на полноприводных автомобилях (внедорожниках), специальных внедорожных мотоциклах, квадроциклах. Соревнования по трофи-рейдам, как правило, проводятся «на секундомер», но в некоторых соревнованиях необходимо просто уложиться в зачетное время и успешно пройти все спецучастки и выполнить задания всех соревновательных этапов.
Обязательно присутствуют старт, финиш трофи-рейда, а также спецучастки и другие соревновательные этапы.

## Правила проведения
Спецучасток — это отрезок маршрута, проложенный по бездорожью, с контрольным временем прохождения (КВ) либо без него. Бездорожье на спецучастке может быть настолько сложным, что прохождение нескольких километров может занять целый день.
Задание для участников трофи-рейда может состоять не только в прохождении бездорожного участка. Часто это задание с применением GPS навигации или ориентирования по легенде.
Прохождение некоторых отрезков маршрута, в том числе спецучастков, требует больших возможностей техники и высокой подготовки спортсменов. Поэтому обычно автомобили специально готовят к участию в соревновании, как правило, в специальных мастерских или самостоятельно спортсменами. Скорости на маршруте трофи-рейда невысоки, поэтому основное внимание уделяется надёжности техники. Кроме того, трофи-рейды — весьма опасный вид спорта, и хорошо подготовленный, надёжный автомобиль может стать условием не только выигрыша, но и сохранения жизни и здоровья спортсменов. Минимальная подготовка включает установку «защит». Кроме того, обычно увеличивают дорожный просвет, устанавливают специальные колёсные диски. Часто производят форсировку двигателя, а во избежание попадания воды в двигатель устанавливается воздушный коллектор с забором воздуха на уровне крыши автомобиля. Кроме всего, на автомобиль устанавливаются необходимые на маршруте аксессуары: лебёдки, аккумуляторы повышенной ёмкости и т. д. Часто автомобиль, по сути, перестраивают — от базовой комплектации не остаётся практически ничего (трофи-рейд по классификации ТР3).
Участниками трофи-рейдов становятся экипажи. Экипаж состоит как минимум из двух человек — пилота и штурмана (бывает, что регламентом число участников ограничивается только двумя членами экипажа). Обычно зачёт индивидуальный, но иногда организаторы могут ввести командный зачёт, тогда несколько экипажей объединяются в команду.

## География распространения
На территории РФ официально проводится Чемпионат России и Кубок России по трофи-рейдам. А также региональные чемпионаты: Чемпионат Сибири (ЧС), Чемпионат Алтайского края (ЧАК), Чемпионат Томской области (ЧТО) и другие.
С 2017 года вступит в действие принятая Российской Автомобильной Федерацией рейтинговая система отбора спортсменов.
Некоторые крупные внедорожные трофи-рейды:
- «Outback Challenge» в Новой Зеландии.
- «Croatia-Trophy» в Европе.
- «Rainforest Challenge» в Малайзии.
- «Rainforest Challenge» на Украине.
- «Ладога-Трофи» в России.
- «Сусанин-Трофи» в России.
- «Украина Трофи» в Украине.
- «Паплавы» в Белоруссии.
- «Старица-Трофи» в России.

На Украине 1-3 мая 2009 года был проведён первый официальный трофи-рейд «Харьков-трофи 2009».